# Peña Colorada, San Juan Ñumí
Peña Colorada är en ort i Mexiko.   Den ligger i kommunen San Juan Ñumí och delstaten Oaxaca, i den sydöstra delen av landet, 260 km sydost om huvudstaden Mexico City. Peña Colorada ligger 2 369 meter över havet och antalet invånare är 1 012.
Terrängen runt Peña Colorada är lite bergig, och sluttar västerut. Runt Peña Colorada är det ganska glesbefolkat, med 48 invånare per kvadratkilometer. Närmaste större samhälle är San Miguel Monteverde, 5,9 km norr om Peña Colorada. I omgivningarna runt Peña Colorada växer i huvudsak blandskog.